# Saracura-do-brejo
Saracura-do-brejo, frango-d'água-ardósia ou saracura-do-mato (Aramides saracura) é uma espécie de ave da família Rallidae.
Pode ser encontrada nos seguintes países: Argentina, Brasil, Paraguai e Uruguai.
Os seus habitats naturais são: florestas temperadas, florestas subtropicais ou tropicais húmidas de baixa altitude, regiões subtropicais ou tropicais húmidas de alta altitude e rios.